# 屏山华溪蟹
屏山华溪蟹（学名：Sinopotamon pingshanense）为溪蟹科华溪蟹属的动物。在中国大陆，分布于四川等地，主要栖息于山区溪流石块下。其生存的海拔范围为1000至1500米。